# Kameoka
Kameoka (亀岡市 -shi) é uma cidade japonesa localizada na província de Quioto.
Em 2003 a cidade tinha uma população estimada em 94 223 habitantes e uma densidade populacional de 418,96 h/km². Tem uma área total de 224,90 km².
Recebeu o estatuto de cidade a 1 de Janeiro de 1955.

## Cidades-irmãs
- Knittelfeld, Áustria (1964)
- Stillwater, Estados Unidos (1985)
- Jandira, Brasil (1980)
- Suzhou, China (1996)

## Cidades Irmãs
Jandira, Brasil